# Вессельман, Том
Том Вессельман (англ. Tom Wesselmann; 23 февраля 1931, Цинциннати — 17 декабря 2004, Нью-Йорк) — американский художник и график.

## Жизнь и творчество
В 1948—1951 годах учился в колледже Хирам, в одноимённом городке штата Огайо, затем, с 1951 года изучал психологию в университете Цинциннати. Во время Корейской войны служил в армии (в 1954-54 годах), в это время начал рисовать — сперва комиксы. Демобилизовавшись, поступает в Академию искусств Цинциннати, в 1956—1959 продолжает обучение в нью-йоркской Школе искусств и архитектуры Купер-Юнион. Первая персональная выставка состоялась в 1961 году в галерее Тенеджер, Нью-Йорк. Художник скончался в возрасте 73 лет от сердечной недостаточности.
Т.Вессельман в начале своей творческой карьеры увлекается экспрессионизмом, затем пишет свои картины в стиле поп-арт, став одним из крупнейших представителей этого направления. Мотивацию для своих работ, изображающих в основном обнажённое женское тело в различных сексуальных положениях, Художник подыскивал в рекламных материалах 60-х — 70-х годов XX века — в постерах, проспектах, плакатах, кинематографе. Начиная с 1983 года он работает и по металлу, вырезает свои рисунки на металлических плитах лазерным лучом.

## Избранные выставки
- Фигуры, 1962 Музей современного искусства Нью-Йорк;
- Поп-арт идёт на Восток, 1963 Музей современного искусства Хьюстон;
- Молодая Америка 1965, 1965 музей Уитни, Нью-Йорк;
- документа 4, 1968 Кассель;
- Американский поп-арт, 1974 музей Уитни, Нью-Йорк;
- Иллюзии реальности, 1976 Художественная галерея Нового Южного Уэльса, Сидней;
- документа 6, 1977 Кассель.